# Ладыженка (приток Шлинки)
Ладыженка — река в России, протекает в Бологовском районе Тверской области. Устье реки находится в 5 км по левому берегу реки Шлинка. Длина реки составляет 12 км.
В двух километрах от устья слева впадает Жерновка.
На реке стоит посёлок городского типа Куженкино.

## Данные водного реестра
По данным государственного водного реестра России относится к Балтийскому бассейновому округу, водохозяйственный участок реки — Шлина, речной подбассейн реки — Волхов. Относится к речному бассейну реки Нева (включая бассейны рек Онежского и Ладожского озера).
Код объекта в государственном водном реестре — 01040200112102000020064.